# Chelo García-Cortés
María Consolación García-Cortés Cadavid (Ourense, 3 de desembre de 1952), més coneguda com a Chelo García-Cortés, és una periodista espanyola que ha fet carrera principalment a la premsa del cor.
Nascuda a Galícia, fill de pare madrileny i mare gallega. Als 3 anys es trasllada a Madrid, ciutat on es va criar i acabats els estudis obligatoris va tornar a Ourense, on va viure amb la seva àvia. Durant aquest breu període va fer les primeres passes com a periodista, treballant en programes radiofònics locals a La Voz del Miño i Radio Popular.
El 1974 va emigrar a Catalunya, i des de fa anys viu Castelldefels. Es va llicenciar en Periodisme a la Universitat Autònoma de Barcelona. Acabats els estudis, va començar la seva carrera periodística a l'emissora Ràdio Miramar, i el 1997 va debutar a televisió amb el programa Les 1000 i una de TV3, amb Jordi González.
Es va especialitzar en el sector de la premsa rosa. Primer en la premsa escrita a revistes com Diez minutos, Lecturas i ¡Hola!. Posteriorment va fer el salt a televisió, primer a Antena 3, en programes del cor com Sabor a ti i DEC, i actualment treballa a Telecinco, on ha col·laborat amb programes com La noria, Sálvame i Deluxe.
Va estar casada amb José Manuel Parada. Posteriorment se'n va separar i es va casar de nou.